# Kirchspielslandgemeinde Hennstedt (bis 1934)
Die Kirchspielslandgemeinde Hennstedt war eine Gemeinde im Kreis Norderdithmarschen (vom 1. Oktober 1932 bis zum 30. September 1933 Kreis Dithmarschen).

## Geographie

### Fläche und Einwohnerzahl
Die Kirchspielslandgemeinde hatte am 16. Juni 1925 insgesamt 4130 Einwohner an 45 Wohnplätzen. Am 1. Oktober 1930 betrug ihre Fläche 81,48 km2.

### Nachbargemeinden
Nachbargemeinden waren im Uhrzeigersinn im Norden beginnend die Gemeinden Drage und Süderstapel (beide im Kreis Schleswig) sowie die Kirchspielslandgemeinden Delve und Tellingstedt, die Gemeinde Süderholm-Bennewohld und die Kirchspielslandgemeinde Weddingstedt, die Gemeinde Fedderingen und die Kirchspielslandgemeinde Lunden (alle im Kreis Norderdithmarschen).

## Geschichte
Mit der Verordnung vom 22. September 1867 wurden in der preußischen Provinz Schleswig-Holstein die selbständigen Landgemeinden eingeführt. Anders als im übrigen Provinzgebiet gab es im Westen Schleswig-Holsteins, nämlich in Dithmarschen und im Kreis Husum, in dänischer Zeit eine besondere Form der kommunalen Verwaltung. Diese wurde unangetastet übernommen. So wurden aus den Gebieten der Kirchspiele, in denen bereits weltliche Strukturen vorhanden waren, politische Gemeinden, die Kirchspielslandgemeinden.
Bei der Reichstagswahl März 1933 stimmten im Kirchspiel Hennstedt 91,1 % für die NSDAP, 6,3 % für die DNVP, 1,5 % für die SPD und 0,5 % für die KPD bei einer Wahlbeteiligung von 92,4 %.
Die in den Kirchspielslandgemeinden als "Untereinheit" vorhandenen Dorfschaften und Dorfgemeinden wurden am 1. April 1934 zu selbständigen Gemeinden/Landgemeinden. An diesem Tag wurde ebenfalls die Kirchspielslandgemeinde Hennstedt aufgelöst. Es wurden an ihrer Stelle die Gemeinden Barkenholm, Hägen, Hennstedt, Kleve, Linden, Norderheistedt, Schlichting, Süderheistedt und Wiemerstedt neu gebildet.